# Felskinn
Felskinn är en bergstopp i Schweiz.   Den ligger i distriktet Visp och kantonen Valais, i den södra delen av landet, 100 km söder om huvudstaden Bern. Toppen på Felskinn är 2 989 meter över havet.
Terrängen runt Felskinn är mycket bergig. Närmaste större samhälle är Zermatt, 13,9 km väster om Felskinn. 
Trakten runt Felskinn består i huvudsak av gräsmarker. Runt Felskinn är det mycket glesbefolkat, med 6 invånare per kvadratkilometer.